# Allodia barbata
Allodia barbata är en tvåvingeart som först beskrevs av Lundstrom 1909.  Allodia barbata ingår i släktet Allodia och familjen svampmyggor. Arten är reproducerande i Sverige. Inga underarter finns listade i Catalogue of Life.